# Saint-Pancrace, Dordogne
Saint-Pancrace là một xã, nằm ở tỉnh Dordogne vùng Aquitaine của Pháp. Xã này có diện tích 6,69 kilômét vuông, dân số năm 2005 là 150 người. Xã nằm ở khu vực có độ cao trung bình 160 m trên mực nước biển.